# 大河内善兵衛
大河内 善兵衛（おおこうち ぜんべえ、生年不詳 - 元亀3年12月22日（1573年1月25日））は、戦国時代の武将。名は不詳。

## 略歴
徳川家康に仕え、元亀3年（1572年）12月、三方ヶ原の戦いに従軍。敗れて討死した。